# 896

## Догађаји
- Википедија:Непознат датум — Владавина династије Абасида у Багдаду.
- Википедија:Непознат датум — Мађарска племена преузела прве упаде у Европу.
- Википедија:Непознат датум — Битка код Бугарофигона

- Фебруар – Корушки краљ Арнулф напада Италију на челу експедиционе војске Источне Франачке. Он јуриша на Рим (Леонински град), и крунисао се за цара Светог римског царства, а потврђен је од стране папе Формоза. Арнулф покушава да успостави своју власт у Сполету, али доживи мождани удар; принуђен је да прекине кампању и враћа се у Баварску.
- Март – Краљ Ламберт Сполето наставља да поново осваја Италију. Крећући се на север, он заузима западну Ломбардију и обезглављује грофа Магинулфа од Милана. У међувремену, свргнути краљ Беренгар враћа Верону од Арнулфовог кандидата, грофа Валфреда од Вероне, који умире на дужности са „великом верношћу цару“.
- Битка код јужног Буга: Бугарске снаге под Симеоном I („Великим“) побеђују Мађаре, близу обала реке Јужни Бух (савремена Украјина). Мађари се повлаче из Бугарске, и принуђени су да се селе на нове пашњаке. Предвођени Арпадом, насељавају се у Карпатском басену.
- Лето – Битка код Булгарофигона: Симеон I упада у Тему Тракије (на југоисточном Балкану). Византинци пребацују нову војску у Европу, да се изборе са бугарском претњом. Војске се сукобљавају код Булгарофигона (модерна Турска); Византинци су потпуно уништени у борби.
- Новембар – Ламберт II и Беренгар I пристају да потпишу уговор у Павији. Беренгар добија царство између Аде и Поа, док остатак остаје под контролом Ламберта (укључујући Тоскански марш). Они деле Бергамо, а Ламберт се обавезује да ће се оженити Гизелом, Беренгаровом ћерком.
- Кнеза Клонимира Стројимировића, претендента на престо Српске кнежевине, порази његов владарски рођак Петар Гојниковић. Симеон I га признаје за јединог владара Србије, што је резултирало 20-годишњим миром и савезом.
- Лето – Краљ Алфред Велики наређује изградњу енглеских ратних бродова (скоро дупло дужих од дугих бродова) на Итцхену у Саутемптону, против данских викиншких нападача у Весексу.
- Викиншка гусарска војска под командом Хастеина (син Рагнар Лодброка) пустоши велшка краљевства Бричеиниог и Гвент.
- Хариџитска побуна: Хариџитски устанак против Абасидског калифата у Џазири је окончан. Калиф Ел-Мутадид поново уједињује целу провинцију под централном владом и поставља свог сина и наследника Ал-Муктафија за гувернера.
- Цар Зхао Зонг именује Ли Кејонга, војног гувернера Схатуоа (јиедусхи), за принца од Јина. Постаје први владар Јина (види 907) након слома династије Танг.
- 4. април – Папа Формоз умире у Риму, после четворогодишње владавине. Наслеђује га папа Бонифације VI, као 112. римски папа.
- Април – Папа Бонифације VI умире (вероватно убијен), после понтификата од 15 дана. Наследио га је папа Стефан VI, као 113. римски папа.